# Verreauxia verreauxii
Verreauxia verreauxii är en tvåhjärtbladig växtart som först beskrevs av De Vriese, och fick sitt nu gällande namn av R.C. Carolin. Verreauxia verreauxii ingår i släktet Verreauxia och familjen Goodeniaceae. Inga underarter finns listade i Catalogue of Life.